# (4798) Mercator
(4798) Mercator (1989 SU1) – planetoida z pasa głównego asteroid okrążająca Słońce w ciągu 3,26 lat w średniej odległości 2,2 j.a. Odkryta 26 września 1989 roku.